# أبو قلابة الهذلي
الحارث بن صعصعة اللحياني الهذلي وكنيته أبو قلابة. شاعر جاهلي قديم من اهل الحجاز وتعد ابنته قلابة بنت الحارث الهذلية من جدات الرسول محمد لذلك عده بعض المؤرخين من اجداد الرسول واخواله. وهو عم الشاعر المعروف المتنخل الهذلي، وهو من أقدم من قال الشعر في مضر. وكان سيد بني لحيان من هذيل وله خبر في يوم الأحث وقد أنشد في ذلك اليوم قصيدته النونية المعروفة وله ديوان.

## نسبه
هو الحارث بن صعصعة بن حباشة بن غنم بن لحيان بن عادية بن صعصعة بن كعب بن هند بن طابخة بن لحيان بن هذيل بن مدركة بن الياس بن مضر بن نزار بن معد بن عدنان. وكنيته أبو قلابة.

## يوم الأحث
كان من شأن بني لحيان من هذيل قوم أبو قلابة انه كانت لهم شوكة ومنعة وبغيا وكانوا اهل الهزوم ورخمة وكل تلك قرى واراضي تحت سطوتهم وألبان وعرق وكانت لهم مياه كساب ثم انه كان لهم جار فقدم له أن يأخذه رجل من بني خزيمة بن صاهلة بن كاهل فباعه فغضبت في ذلك بنو لحيان وكانوا بضجن القصائره اما بنو كاهل فبين ظر إلى راس دفاق وكل تلك مواضعهم وقرأهم واما بنو عمرو بن الحارث وهو بطن من هذيل فكانوا اهل نعمان الوادي المعروف فقال أبو قلابة سيد لحيان انطلقوا نكلم بني عمنا في جارنا الذي أخذوا ونحن لعمر الله نخشى جهلهم ولكن اظعنوا بالبيوت وليذهب القوم فليسالوا في جارهم الرضا فأن أرضوا فالحال هين وان طارت بيننا حرب وجهنا الظعن إلى كساب وذي مراخ نحو الحرم من مكة فخرجوا حتى قدموا لبني خزيمة وهم بطن من هذيل وسيدهم وبرة ابن ربيعة فنادوهم من بعيد ولم يقدموا لهم وقالوا يا بني خزيمة بن صاهلة يا بني عاتره ردوا علينا جارنا فقالوا والله لا نفعل ولا نعمة العين ففرعت لذلك بنو لحيان وتواعدوهم ورمى غلام من بني خزيمة بن صاهلة أبو عبدالله من بني عاتره نحو بني لحيان فخرج رجل من بني لحيان فقال اروني سيد القوم فأشاروا إلى وبرة بن ربيعة فنزع له اللحياني بسهم فرمى به نحو وبرة فلم يخطئ قلبه فقتله فخرجت بطون هذيل من عمرو وكاهل من كل أوب فأدركوهم بصعيد الأحث وهو موضع من ديار هذيل فأتبعوهم يقتلونهم وقد جعلت بنو لحيان لهم حامية فأخذوها بنو خزيمة بن صاهلة فغضبت لحيان فقالوا أطلبوا خفركم فقال أبو قلابة الهذلي لا يدلكم ببني الحارث بن تميم ولكن مروا الظعن تظعن ثم أغدوا على القوم فأطلبوا خفركم فان رد عليكم فالخطب أيسره والجلل هين وان كان بينكم قتال كنتم قد وجهتم ظعنكم موجها فأبت لحيان قوله فخرجوا ومعهم سيدهم أبو قلابة حتى قدموا لبني خزيمة بن صاهلة بني عاترة وادرك رجل من القوم من حلفاء بني كاهل يقال له عمار أحد بني وابش فأدرك أبو قلابة فقال استأسر يا أبا قلابة فأنا خير من أخذك وكان أبو قلابة قد ثقل وضعف وهو في أخرى القوم فقال أبو قلابة انكشف عني لا أبا لك فان وراءك رجالا خيرا منك وفي القوم من هو أكرم منك من بني المقعد او من بني المحرث او بني المعترض وكلهم بطون صاهلة . وأسرع أبو قلابة ثم أدركه مرة أخرى فقال استسلم يا أبو قلابة فما لي بد من قتلك فقال فادن دونك فدنا فقنعه أبو قلابة بسيفه فقتله ثم أدركهم بنو الحارث بن تميم بن سعد بن هذيل فلم يزالوا يقاتلونهم حتى غيبهم الليل منهم بذي مراخ وهو واد من اودية كساب وقد كثر القتل بينهم فانتقلت بنو لحيان من ذلك اليوم إلى غران وفيدة فقال أبو قلابة في ذلك اليوم 
وقال أيضا